# Паслёновые (триба)
Паслёновые (лат. Solaneae) — триба цветковых растений подсемейства Паслёновые (Solanoideae) семейства Паслёновые (Solanaceae).

## Роды
Трибу составляет два рода:
- Jaltomata Schltdl. — род включает более 30 видов[1], встречающихся от юго-запада США через Латинскую Америку до высокогорных районов Анд.
- Solanum L. — Паслён — род включает несколько сотен видов, ряд из которых являются важными сельскохозяйственными культурами (картофель, баклажан, томат), а некоторые известными лекарственными растениями, например: паслён птичий и паслён сладко-горький.

| |  |
| Ботанические иллюстрации: 1. Jaltomata umbellata «Plantarum rariorum horti caesarei Schoenbrunnensis descriptiones et icones» vol. 4, 1804. 2. Solanum uporo «Curtis's botanical magazine» vol. 90, 1864. |  |